# Dudeismus

Logo dudeismu

Dudeismus (z originální angličtiny jako dudeism) je druh náboženství, filozofie a životního stylu inspirovaného postavou The Dude z filmu bratří Coenovských Big Lebowski, kterou založil novinář Oliver Benjamin. Postavu ve filmu ztvárnil Jeff Bridges. Za den vzniku této víry se považuje 6. března, jelikož téhož dne v roce 1998 šel film do kin.

## Filozofie
Principem víry je nepraktikovat nic příliš aktivně, relaxovat, vždy si najít čas na hamburger, pivo atp. Např. dudeistická jóga doporučuje jednu polohu, a to v leže. Dudeisté konají poutě do bowlingových heren, kde se setkávají každé 2 týdny a občas zazní i kázání (většinou se jedná o příběhy z filmu). Vznik jako takový si bere inspiraci v taoismu. Na vzniku dudeismu se svými myšlenkovými pochody podílel i americký transcendentalista Walter Whitman a nebo humanisté jako Mark Twain a Kurt Vonnegut.